# Sean Doherty
Pour les articles homonymes, voir Sean Doherty (homonymie).
Sean Doherty est un biathlète américain, né le 8 juin 1995 à North Conway. Il est notamment médaillé dix fois aux Championnats du monde dans les catégories jeune et junior.

## Biographie
Il fait ses débuts internationaux en 2011 aux Championnats du monde junior. En 2012, il remporte une médaille de bronze aux Jeux olympiques de la jeunesse sur le relais ski de fond / biathlon. Aux Championnats du monde junior 2013, en catégorie jeune, il gagne trois médailles dont celle d'or en poursuite. Aux Championnats du monde junior 2014, à Presque Isle, toujours chez les jeunes, il glane deux nouveaux titres sur le sprint et la poursuite. Lors des Championnats du monde junior 2015, il est médaillé de bronze sur le sprint chez les juniors. Il est devenu le biathlète le plus médaillé aux Championnats du monde junior avec dix podiums.
En senior, il fait ses débuts en Coupe du monde en mars 2013. En 2014, il participe aux Jeux olympiques de Sotchi, figurant seulement dans le relais américain pour une 16e place.
Finalement, il marque ses premiers points en Coupe du monde en fin d'année 2015 avec une 17e place sur l'individuel d'Östersund. Il devient champion du monde junior de la poursuite en 2016. Il prend part aux Jeux olympiques d'hiver de 2018, où il se classe 65e du sprint, 44e de l'individuel et sixième du relais.
Après de multiples places dans le top vingt, il obtient son premier top dix en Coupe du monde en février 2019 à Soldier Hollow (10e de la poursuite), ce qui contribue au meilleur classement général de sa carrière en fin de saison, 25e. Il signe ensuite son meilleur résultat individuel aux Championnats du monde à Östersund, avec le 17e rang à l'individuel.
Lors de la saison 2020-2021, alors qu'il figure seulement au 57e rang du classement général de la Coupe du monde, il monte sur son premier podium à l'occasion du relais simple mixte à Nové Město en compagnie de Susan Dunklee (3e).

## Palmarès

### Jeux olympiques d'hiver
| Épreuve / Édition                | Individuel | Sprint | Poursuite | Mass start | Relais | Relais mixte |
| Jeux olympiques 2014 Sotchi      | -          | -      | -         | -          | 16e    | -            |
| Jeux olympiques 2018 Pyeongchang | 44e        | 65e    | -         | -          | 6e     | -            |
| Jeux olympiques 2022 Pékin       |            |        |           |            |        | 7e           |

Légende :
- - : non disputée par Doherty

### Championnats du monde
| Édition / Épreuve       | Individuel | Sprint | Poursuite | Mass start | Relais | Relais mixte | Relais mixte simple              |
| ----------------------- | ---------- | ------ | --------- | ---------- | ------ | ------------ | -------------------------------- |
| Kontiolahti 2015        | 47e        | 55e    | 45e       | —          | 14e    | —            | Épreuve inexistante à cette date |
| Oslo 2016               | 34e        | 43e    | 45e       | —          | 8e     | 10e          | Épreuve inexistante à cette date |
| Hochfilzen 2017         | 58e        | 39e    | 55e       | —          | 7e     | 16e          | Épreuve inexistante à cette date |
| Östersund 2019          | 17e        | 22e    | 20e       | 21e        | —      | 19e          | 13e                              |
| Antholz-Anterselva 2020 | 24e        | 44e    | 43e       | —          | 8e     | 13e          | 11e                              |
| Pokljuka 2021           | 52e        | 79e    | —         | —          | 15e    | 12e          | 22e                              |
| Oberhof 2023            | 35e        | 80e    | —         | —          | 12e    | 13e          | —                                |
| Nové Město 2024         | 23e        | 44e    | 26e       | 28e        | 5e     | 11e          | —                                |
| Lenzerheide 2025        |            | 41e    | 45e       |            |        | —            |                                  |

Légende :
- — : non disputée par Doherty

### Coupe du monde
- Meilleur classement général : 25e en 2019.
- Meilleur résultat individuel : 10e.
- 1 podium en relais mixte simple : 1 troisième place.

 Dernière mise à jour le 14 mars 2021 

#### Classements en Coupe du monde
| Saison    | Classement général final | Individuel | Sprint | Poursuite | Mass start |
| 2012-2013 | nc                       |            | nc     |           |            |
| 2013-2014 | nc                       |            | nc     |           |            |
| 2014-2015 | nc                       | nc         | nc     | nc        |            |
| 2015-2016 | 45e                      | 32e        | 41e    | 50e       |            |
| 2016-2017 | 71e                      | 59e        | 76e    | 56e       |            |
| 2017-2018 | 36e                      | 47e        | 32e    | 35e       | 40e        |
| 2018-2019 | 25e                      | 29e        | 29e    | 20e       | 27e        |
| 2019-2020 | 50e                      | 47e        | 41e    | 62e       |            |
| 2020-2021 | 57e                      | 62e        | 55e    | 51e       |            |

### Championnats du monde junior
- Médaille de bronze du sprint en 2015.
- Médaille d'or de la poursuite en 2016.
- Médaille d'argent du sprint en 2016.
- Médaille de bronze de l'individuel en 2016.

### Championnats du monde jeunesse
- Médaille d'or de la poursuite en 2013.
- Médaille d'or du sprint en 2014.
- Médaille d'or de la poursuite en 2014.
- Médaille d'argent du sprint en 2013.
- Médaille d'argent de l'individuel en 2013
- Médaille d'argent de l'individuel en 2014.

### Jeux olympiques de la jeunesse
- Innsbruck 2012 :
  -  Médaille de bronze du relais mixte (ski de fond/biathlon).